# Åre socken
Åre socken i Jämtland ingår sedan 1971 i Åre kommun och motsvarar från 2016 Åre distrikt.
Socknens areal är 2 131,10 kvadratkilometer, varav 1 883,40 land. År 2000 fanns här 3 049 invånare. Tätorten Duved med Duveds kyrka, skidorten Storlien samt tätorten och kyrkbyn Åre med sockenkyrkan Åre gamla kyrka ligger i socknen. 

## Administrativ historik
Åre socken har medeltida ursprung. Vid kommunreformen 1862 överfördes ansvaret för de kyrkliga frågorna till Åre församling och för de borgerliga frågorna till Åre landskommun. Landskommunen ombildades 1971 i Åre kommun.
1 januari 2016 inrättades distriktet Åre, med samma omfattning som församlingen hade 1999/2000.  
Socknen har tillhört fögderier, tingslag och domsagor enligt vad som beskrivs i artikeln Jämtland. De indelta soldaterna tillhörde Jämtlands fältjägarregemente och Jämtlands hästjägarkår.

## Geografi
Åre socken är Jämtlands västligaste socken och ligger kring Indalsälvens översta lopp och kring Åresjön. Socknen har en brant och smal dalbygd vid sjön och älven och är i övrigt en höglänt skogsbygd med kalfjällsområden med höjder som i Snasahögarna i öster når 1 463 meter över havet och Åreskutan 1 420. Socknen genomkorsas av europaväg 14 samt Mittbanan (Östersund-Storlien). Socknen är ett av Sveriges främsta fjällturistområden.
Åredalens tätaste bebyggelse ligger på sydsluttningarna av Åreskutan och Mullfjället. I Indalsälven ligger Tännforsen. Vid Handöl ligger Handöls lappkapell samt även täljstensbrott. I nordväst ligger Skalstugan.

### Geografisk avgränsning
Åre socken gränsar i nordost huvudsakligen mot Kalls socken. Gränsen mot Kall sträcker sig från riksröse 168 i nordväst via Stor-Rensjön, Flanderstöten (859 m ö.h.), Äggsjöns fäbodar och nordost om Nordhallsfjället ner till "tresockenmötet" Åre-Kall-Undersåker vid Hissjön (549 m ö.h.) i sydost.
I öster och i söder gränsar socknen helt mot Undersåkers socken. Gränsen går från Hissjön i sydost och passerar söder om Renfjället, går till Kössjön (561 m ö.h.) och upp på toppen av fjället Tjalmetjallentjakke strax norr om Bunnerfjällen. Väster härom löper gränsen mot Undersåker över Snasahögarna och mellan Storsnasen inom Åre och Lillsnasen inom Undersåker. Gränsen fortsätter över Blåhammaren, rundar Bustvalen med dess monument och når gränsen mot Norge vid riksröse 158. I väster avgränsas socknen av Meråkers och Verdal kommuner i Trøndelag fylke. I socknens norra del ligger Summelsjön. Här genomkorsas området också av länsväg 336 (Kallsedet – Verdal) och här ligger Kodalshöjden. I nordväst ligger Skalstugan och Skalsvattnet (555 m ö.h.). Medstugan och Medstugusjön är belägna något söder om Skalstugan. Vid Äggsjön (576 m ö.h.) ligger Äggsjöns fäbodar. Geografiskt relativt centralt i socknen ligger byn Häggsjön invid sjön Häggsjön. Öster om Häggsjön ligger byn Nordhallen.
Storlien dominerar den västligaste delen av socknen. Norr om samhället ligger Skurdalshöjden och lite mera åt nordväst finns Rensjön och Middagsfjället. Samhället Ånn ligger invid Ånnsjön (526 m ö.h.) och öster därom är Landverk beläget. Gevsjön ligger längs E14 mellan Ånn och Duved. I socknens östra del, öster om Åre tätort ligger samhällena Björnänge samt Brattland, vilka är belägna längs E14 (sträckningen Åre-Undersåker).

## Historia
Inom Åre socken har man funnit cirka 100 fornlämningar. Från stenåldern finns omkring 80 boplatser, vilka vittnar om fångstkulturen. Vid Ånnsjön finns fem hällristningar. Vidare finns i området omkring 480 fångstgropar. Vikingatiden märks genom cirka 15 gravhögar, vilka ligger utspridda längs dalen upp till Ånnsjön. Från medeltiden finns fem ödegårdar. Norr om Storlien, står Stenen i Grönan dal ett mytomspunnet landmärke vars historia och syfte är okänt. Stenen står intill norska gränsen och förbi passerade även S:t Olavsleden, en pilgrimsled från 1000-talet. På platsen kan man även se kors som ristats in i klipphällar av passerande pilgrimer. Från tiden efter 1500 finns bland annat tre skansar samt en del massgravar från Katastrofen på Öjfjället när karolinerna under Carl Gustaf Armfeldt d.ä. omkom vid den s.k. karolinermarschen år 1719.
År 1934 hade Åre socken 2 983 invånare på en yta av 2 121 km². Samma år hade socknen 1 318 hektar åker och 55 846 hektar skogsmark.

## Namnet
Namnet (1344 Arum) innehåller troligen ár, 'spets', syftande på formen på Åreskutans topp.

## Befolkningsutveckling
| Befolkningsutvecklingen i Åre socken 1750–1990                                                           | Befolkningsutvecklingen i Åre socken 1750–1990 | Befolkningsutvecklingen i Åre socken 1750–1990 | Befolkningsutvecklingen i Åre socken 1750–1990 | Befolkningsutvecklingen i Åre socken 1750–1990 |
| --- | ---------------------------------------------- | ---------------------------------------------- | ---------------------------------------------- | ---------------------------------------------- |
| |                                                |                                                |                                                |                                                |
| År |                                                |                                                | Folkmängd                                      |                                                |
| 1750 | 1750                                           |                                                | 487                                            |                                                |
| 1760 | 1760                                           |                                                | 607                                            |                                                |
| 1769 | 1769                                           |                                                | 639                                            |                                                |
| 1780 | 1780                                           |                                                | 710                                            |                                                |
| 1790 | 1790                                           |                                                | 772                                            |                                                |
| 1800 | 1800                                           |                                                | 781                                            |                                                |
| 1810 | 1810                                           |                                                | 892                                            |                                                |
| 1820 | 1820                                           |                                                | 887                                            |                                                |
| 1830 | 1830                                           |                                                | 1 063                                          |                                                |
| 1840 | 1840                                           |                                                | 1 206                                          |                                                |
| 1850 | 1850                                           |                                                | 1 354                                          |                                                |
| 1860 | 1860                                           |                                                | 1 548                                          |                                                |
| 1870 | 1870                                           |                                                | 1 765                                          |                                                |
| 1880 | 1880                                           |                                                | 2 026                                          |                                                |
| 1890 | 1890                                           |                                                | 2 284                                          |                                                |
| 1900 | 1900                                           |                                                | 2 502                                          |                                                |
| 1910 | 1910                                           |                                                | 2 538                                          |                                                |
| 1920 | 1920                                           |                                                | 2 721                                          |                                                |
| 1930 | 1930                                           |                                                | 2 916                                          |                                                |
| 1940 | 1940                                           |                                                | 3 013                                          |                                                |
| 1950 | 1950                                           |                                                | 3 160                                          |                                                |
| 1960 | 1960                                           |                                                | 2 780                                          |                                                |
| 1970 | 1970                                           |                                                | 2 241                                          |                                                |
| 1980 | 1980                                           |                                                | 2 302                                          |                                                |
| 1990 | 1990                                           |                                                | 2 809                                          |                                                |
| Anm: Källor: Umeå universitet - Tabellverket 1749-1859, Demografiska databasen, CEDAR, Umeå universitet. |                                                |                                                |                                                |                                                |